# Tigre de Queensland
El tigre de Queensland es un críptido que se dice vive en el área de Queensland en Australia.
También se conoce por su nombre nativo, el yarri, es descrito como teniendo el tamaño de un perro con rayas y una cola larga, los dientes frontales prominentes y un salvaje temperamento.La teoría es que es un superviviente o descendiente del gran marsupial depredador Thylacoleo, oficialmente considerado extinto, o posiblemente una variante grande de un gato feral (dadas posibles discrepancia con la descripción del thylacoleo ). En 1926 A. S. le Souef lo describió como un "gato marsupial rayado" en Los Animales Salvajes de Australasia, esta información más tarde también se incluyó en Mamíferos Peludos de Australia, por Ellis Troughton, conservador de mamíferos en el Museo Australiano. Entre los críptidos es el que se ha estado más cerca de reconocer oficialmente.

## Historia
Los primeros reportes documentados de testigos del tigre marsupial datan de 1871, con tradiciones indígenas del yarri precediendo a estos. Los reportes indican que es rápido y ágil (Welfare & Fairley, 1981).  Los reportes han venido consistentemente del Nordeste de Queensland. Aunque estos han disminuido en número desde el 1950, sin embargo, continúan ocurriendo (la Bestia de Buderin  siendo un ejemplo reciente del fenómeno).
El Thylacoleo, un animal de medida similar y hábitos depredadores, vivió recientemente en Australia a finales del periodo pleistoceno, quizás conviviendo con los primeros humanos que llegaron a Australia que fueron los antepasados de los Aborígenes australianos modernos. Aun así, los científicos estiman que el Thylacoleo se extinguió hace 30, 000 años.  Los avistamientos modernos de un animal descrito extraordinariamente similar al Thylacoleo ha llevado a algunos investigadores a especular que pequeños relictos de población que de alguna manera han sobrevivido en áreas remotas. Los Criptozoólogos que promueven la teoría de supervivencia del tigre de Tasmania o tilacino, y también actualmente aceptado como extinto, favorecen la propuesta de supervivencia del tigre de Queensland.  La diferencia fundamental entre los dos casos, aun así, es que el último tigre de Tasmania murió en cautividad en 1936, y la especie no fue oficialmente declarado como extinta hasta 1986.  Esto hace la perspectiva de supervivencia de especies del tilacino más probablemente que la del Thylacoleo.

## ¿Tilacino o Thylacoleo?
En su revisión de 1965 del libro Animales Peludos de Australia, Ellis Troughton propuso que el tigre de Queensland era meramente una variante del tilacino. Las ideas similares han sido promovidas desde entonces, más notablemente por Victor Albert y Peter Chapple - estas teorías y las variantes de ellas han sido habladas en El Fortean Times, creando cierta confusión. Cuándo se habla de avistamientos del tigre de Queensland o los animales que se piensa son el tigre de Queensland, las personas a veces refieren a ellos como tilacinos, aun así hay diferencias consistentes en las descripciones de los animales (i.e.: forma de cabeza, posición y color de las rayas, hábitos arbóricolas).
Aunque Percy Trezise, un artista del Cabo York, cree que en la región vive el tilacino, otros piensan que todo se originó con un mito urbano muy popular, el de los soldados americanos que llevaron pumas a Queensland durante la Segunda Guerra Mundial. Por su parte, el lugareño Bob Whiston y el experto en canguros arbóricolas Roger Martin sugieren que lo que se ha avistado son canguros arborícoras, de la variedad Lumholtz o de la variedad Bennett, animales desconocidos para los que no están familiarizados con ellos, que caminan a cuatro patas cuando están en tierra y que se encuentran en las zonas de donde proceden los informes. Esto coincide precisamente con una de las teorías de Bernard Heuvelmans sobre algunos avistamientos.

## En la cultura popular
La teoría de la presencia continua del Thylacoleo en la Australia continental y de la presencia del tilacino en Tasmania ha sido cubierta en varios shows de televisión incluyendo un episodio del show de Animal Planet Animal X y en el National Geographic Channel. Avistamientos individuales del tigre marsupial de Queensland continúan apareciendo en los periódicos, a pesar de ser en menor número que antes. En los 1970, la naturalista Janeice Plunkett recolecto más de 100 reportes de avistamientos o disparos hechos a "tigres", incluyendo reportes que claramente indican que el animal observado era un marsupial. Algunos escritores creen que si el animal llegó a existir, para la fecha debe estar extinto, dado el menguante número de quols tigre y quols septentrionales a lo largo de la región.